# Ellopidia
Ellopidia is een geslacht van kevers uit de familie bladkevers (Chrysomelidae).
De wetenschappelijke naam van het geslacht werd in 1949 gepubliceerd door Hincks.

## Soorten
- Ellopidia amplipennis (Lea, 1925)
- Ellopidia lata (Lea, 1925)
- Ellopidia pedestris (Erichson, 1842)
- Ellopidia sloanei (Blackburn, 1888)